# Suzy Collin-Zahn
Pour les articles homonymes, voir Collin et Zahn.
Suzy Collin-Zahn est une astrophysicienne française, connue pour ses recherches sur la physique des noyaux des galaxies actives, les disques d'accrétion autour des trous noirs massifs et les problèmes de transport radiatif dans ce type de galaxies.

## Biographie
Née en septembre 1938, elle a passé une partie de la guerre cachée avec sa mère dans un village près de Blois (la famille qui les a hébergées a été reconnue comme « Juste parmi les nations » par Yad Vashem). Elle a ensuite suivi des études secondaires à Nevers, avant d'aller à Paris en 1955 pour ses études supérieures. Elle fut présidente de la Société française d'astronomie et d'astrophysique de 2000 à 2002.
Elle est actuellement (en 2023) directrice de recherche honoraire au Laboratoire Univers et Théories (LUTH) du Centre national de la recherche scientifique (CNRS), de l'Observatoire de Paris et de l'Université Paris-Cité.

## Parcours universitaire
Suzy Collin-Zahn commence ses études à la  Sorbonne en 1955. En 1960, après une licence et un certificat de troisième cycle, elle est nommée assistante de physique à la Sorbonne (partie devenue Paris 7 en 1969). En 1964, elle soutient une thèse de 3ème cycle (sujet : « Étude de la fonction de distribution des électrons dans la chromosphère »)  et en 1968  une thèse d’État (sujet : « Étude des noyaux de  galaxies de Seyfert »). Elle est nommée au CNRS en 1973 et  travaille à l’Observatoire de Paris comme directeur de recherches jusqu’à sa retraite en 2003.

## Travaux
Son domaine de recherche principal a été l’étude des noyaux actifs de galaxies qu’elle a introduit en France (elle a constitué dans les années 1970 une équipe travaillant sur ce sujet). Dans sa thèse sur les galaxies de Seyfert elle montre que les raies spectrales sont émises dans deux régions de conditions physiques différentes, les raies « larges » étant émises dans une petite région dense ; elle prédit la variabilité de ces raies et montre que l’ionisation des éléments est due à un rayonnement ultraviolet intense. Elle travaille ensuite sur le chauffage de la matière interstellaire et sur les abondances chimiques dans les régions HII et dans les galaxies. Elle revient aux noyaux actifs de galaxies et aux  quasars en 1980 en s’intéressant à l'environnement des  trous noirs supermassifs : formation des raies spectrales dans les domaines visible et  X, physique du disque d’accrétion. Elle montre que le disque est irradié par le rayonnement X et que dans certains objets appelés les « Narrow Line Seyfert 1 » le trou noir doit accréter la matière à un taux bien supérieur à ce que le laisse penser sa luminosité. Elle montre également que la formation d’étoiles massives est favorisée autour d’un trou noir supermassif peu actif, ce qui a été effectivement observé dans le centre de notre  Galaxie.

## Autres activités
Parallèlement à ses recherches, Suzy Collin-Zahn mène une activité de vulgarisation qu’elle continue après sa retraite : elle donne des conférences, participe à des émissions de radio et de télévision, écrit des livres et des articles. Elle est membre du comité de rédaction de  l’Astronomie, le magazine édité par la Société astronomique de France  où elle écrit des articles régulièrement. Elle est également membre du comité de parrainage de l’Association française pour l'information scientifique et de la revue Science et pseudo-sciences.

## Publications et ouvrages
Par Suzy Collin-Zahn :
- Des quasars aux trous noirs, EDP Sciences, 2009.
- Processus de rayonnement en astrophysique (cours enseigné de 1986 à 1998), 2015[8].
- Quelle est notre place dans l'univers ? Dialogues sur la cosmologie moderne (avec Christiane Vilain), L'Harmattan, 2012.
- Crimes à l'observatoire, Book-e-Book, 2021.
- Grandes controverses en astrophysique, EDP Sciences, 2021.
- Mileva et Albert Einstein, L'impossible formule, EDP Sciences, 2023.

Elle a participé à l'ouvrage collectif Fifty years of quasars, from early observations and ideas to future research (Springer, 2012).
Sur Suzy Collin-Zahn :
- Azar Khalatbari, Parcours d'astrophysiciens, Cavalier bleu, 2009.

## Distinctions et hommages
Elle a reçu deux prix de l'Académie des sciences (1973 et 1994), le prix Lodewijk Woltjer de la Société astronomique européenne (2013) et le prix Jules-Janssen de la Société astronomique de France (2015).
L'astéroïde (256795) Suzyzahn est nommé en son honneur.